# Джоді Джонс
Джоді Джонс (англ. Jodi Jones; нар. 22 жовтня 1997, Боу, Лондон) — англійський та мальтійський футболіст, півзахисник клубу «Ноттс Каунті».
Виступав, зокрема, за клуб «Ковентрі Сіті», а також національну збірну Мальти.

## Клубна кар'єра
Народився 22 жовтня 1997 року. Вихованець футбольної школи клубу «Дагенем енд Редбрідж». Дорослу футбольну кар'єру розпочав 2015 року в основній команді того ж клубу, в якій провів один сезон, взявши участь у 35 матчах чемпіонату.
Своєю грою за цю команду привернув увагу представників тренерського штабу клубу «Ковентрі Сіті», до складу якого приєднався 2016 року. Відіграв за клуб з Ковентрі наступні шість сезонів своєї ігрової кар'єри.
Протягом 2022—2023 років захищав кольори клубу «Оксфорд Юнайтед».
До складу клубу «Ноттс Каунті» приєднався 2023 року. Станом на 26 березня 2023 року відіграв за команду з Ноттінгема 12 матчів в національному чемпіонаті.

## Виступи за збірну
У 2022 році дебютував в офіційних матчах у складі національної збірної Мальти.
| Дата       | Місто      | Господарі          | Результат | Гості    | Турнір                               | Голи | Примітки |
| ---------- | ---------- | ------------------ | --------- | -------- | ------------------------------------ | ---- | -------- |
| 23-9-2022  | Таллінн    | Естонія            | 2 – 1     | Мальта   | Ліга націй УЄФА 2022-2023 - 1-й етап | -    | 46'      |
| 27-9-2022  | Та-Калі    | Мальта             | 2 – 1     | Ізраїль  | товариський матч                     | -    | 46'      |
| 17-11-2022 | Та-Калі    | Мальта             | 2 – 2     | Греція   | товариський матч                     | -    | 80'      |
| 20-11-2022 | Та-Калі    | Мальта             | 0 – 1     | Ірландія | товариський матч                     | -    | 67'      |
| 23-3-2023  | Скоп'є     | Північна Македонія | 2 – 1     | Мальта   | Відбір до ЧЄ 2024                    | -    | 84'      |
| 26-3-2023  | Та-Калі    | Мальта             | 0 – 2     | Італія   | Відбір до ЧЄ 2024                    | -    | 76'      |
| 9-6-2023   | Люксембург | Люксембург         | 0 – 1     | Мальта   | товариський матч                     | -    |          |
| 16-6-2023  | Та-Калі    | Мальта             | 0 – 4     | Англія   | Відбір до ЧЄ 2024                    | -    | 76'      |
| 19-6-2023  | Трнава     | Україна            | 1 – 0     | Мальта   | Відбір до ЧЄ 2024                    | -    | 62'      |
| Усього     |            | Матчів             | 9         |          | Голів                                | 0    |          |